# Ogyen Trinley Dorje
Ogyen Trinley Dorje, a volte scritto Urgyen Trinley Dorje (Bakor, 26 giugno 1985), è un monaco buddhista tibetano con cittadinanza dominicense, riconosciuto come XVII Karmapa, massima autorità religiosa della scuola Kagyu, titolo conteso da Trinley Thaye Dorje.

## La vita
Nato in una famiglia di pastori nomadi in un accampamento di nome Bakor, nel Lhathok, nella Regione Autonoma del Tibet, venne identificato dal XII Tai Situpa, il terzo lama reincarnato più importante della scuola Kagyu, come reincarnazione del XVI Karmapa, che poco prima di morire nel 1981 aveva lasciato una lettera recante alcune utili indicazioni con cui ricercare la propria nuova incarnazione, in tono con la tradizione di questo lignaggio di lama reincarnati.
Riconosciuto sia dal governo cinese che dal XIV Dalai Lama, oltre che dalle maggiori guide spirituali del Buddhismo tibetano, il 27 giugno 1992 fu nominato XVII Karmapa nel corso di una cerimonia che ebbe luogo al Monastero di Tsurphu, la tradizionale dimora dei Karmapa, ove venne ribattezzato Ogyen Trinley Dorje e crebbe sotto l'attenta sorveglianza dei funzionari della Repubblica Popolare Cinese, che negli Anni Cinquanta annessero il Tibet rendendolo una regione cinese. Dividendosi tra gli studi monastici e le apparizioni pubbliche, si recò a Pechino in due occasioni, incontrando Jiang Zemin e, come riportato dai mezzi di comunicazione cinesi pregò sulla tomba di Mao Tse-tung impegnandosi «nella costruzione di un Tibet prospero e unito e ad amare sempre la Cina».

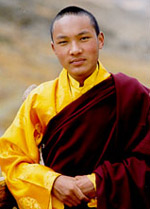
Ogyen Trinley Dorje a quattordici anni

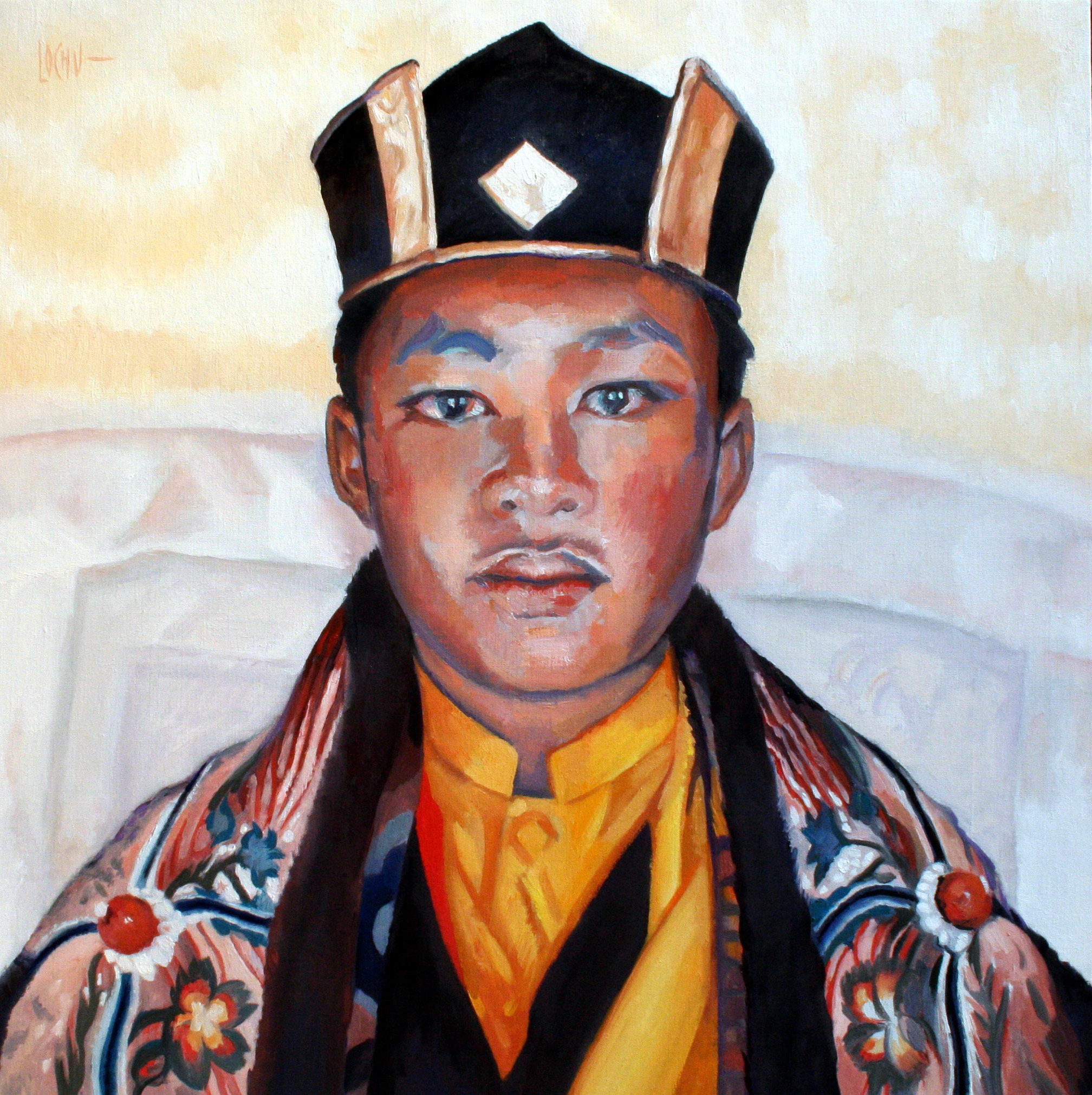
Gyalwa Karmapa, 2008, olio su tela di Claude-Max Lochu

Benché fosse stato riconosciuto sia dai cinesi che dai tibetani, fatto unico nel suo genere, tra i lama e i monaci Kagyu sorsero molto presto aspri contrasti: l'opposizione si coagulò attorno al XIV Shamarpa, nipote del XVI Karmapa, da cui era stato identificato come lama reincarnato, che, dopo essersi rifiutato di presenziare insieme ad altri dissidenti alla cerimonia di Tsurphu nella convinzione che il bambino non fosse la vera reincarnazione del Karmapa, proclamò la falsità della lettera di predizione esibita dal XII Tai Situpa e ne pretese una perizia legale, che non venne mai concessa. Lo Shamarpa denunciò immediatamente un inganno perpetrata dall' aristocrazia religiosa al fine di ingraziarsi la Cina, sostenendo che questa appoggiasse Ogyen Trinley Dorje sia per indurlo a legittimare l'occupazione del Tibet che per seminare zizzania tra i tibetani in esilio: in assenza di una lettera di predizione valida per tutti e tenendo conto delle segnalazioni di alcuni lama di Lhasa, il 17 marzo 1994, nel corso di una cerimonia che si svolse a Nuova Delhi, conferì il titolo di XVII Karmapa a Trinley Thaye Dorje, nato a Lhasa nel 1983 e figlio di Mipham Rinpoche, importante maestro Nyingma. I sostenitori di Ogyen Trinley Dorje risposero prontamente accusando il XIV Shamarpa di avere agito mosso da avidità e ambizione personale, nel desiderio di ereditare le fortune accumulate dallo zio Karmapa al monastero di Rumtek, dimora in esilio dei Karmapa, ammontanti a circa un miliardo e duecento milioni di dollari.
La notte del 28 dicembre 1999, il giovane lama reincarnato fuggì dal Monastero di Tsurphu, e dopo aver attraversato buona parte del Tibet raggiunse il Nepal, arrivando finalmente Dharamsala, sede del governo tibetano in esilio, il 5 gennaio 2000, per lo stupore del XIV Dalai Lama. Da allora vive nel monastero di Gyuto, a Sidhbari, non lontano da Dharamsala, ove il XIV Dalai Lama si prodigò molto attivamente fin dal primo giorno perché fosse adeguatamente istruito. 
Attualmente il giovane, riconosciuto dalla maggioranza dei praticanti buddhisti come l'effettivo Karmapa sebbene la controversia sull'effettività della sua reincarnazione sia tuttora in corso dopo oltre vent' anni, peraltro facendo sì che Rumtek resti tuttora sede vacante, viaggia per il mondo e tiene numerosi insegnamenti, ed è rispettato come guida spirituale particolarmente influente. Molto vicino al XIV Dalai Lama, viene visto da molti come l'erede della sua autorità spirituale quando questi verrà a mancare.

## L'inchiesta legale

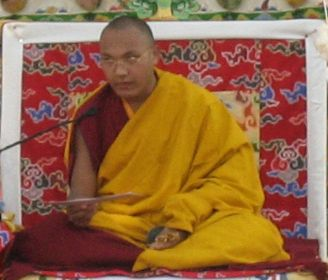
Ogyen Trinley Dorje durante un insegnamento pubblico

Nel gennaio 2011, il XVII Karmapa rimase coinvolto in un grave scandalo che ebbe ampia portata mediatica: due membri del suo personale vennero scoperti dalla polizia dell'Himachal Pradesh con un'ingente quantità di denaro in automobile, e il giorno seguente le forze dell'ordine fecero un'ispezione negli stessi alloggi di Ogyen Trinley Dorje, trovando alcune casse zeppe di denaro pari a un milione e ottocentomila dollari, ripartito in venticinque diverse valute tra cui dollari statunitensi, renminbi cinesi, rupie indiane e denaro tibetano. Secondo l'accusa, l'intento era l'acquisto tramite prestanome di un terreno nei pressi di Gyuto per la realizzazione di un tempio buddista: secondo la legge indiana, infatti, agli stranieri residenti è proibito acquistare terreni.
La stampa indiana sostenne prontamente che la vicenda rientrava nei piani di Pechino per assicurarsi il controllo delle zone di confine, indicando il Karmapa come spia e agente al servizio del governo cinese. Pare che la polizia dell'Himachal Pradesh e alcuni funzionari dei servizi segreti indiani alimentarono i sospetti per motivi politici, suggerendo persino l'ipotesi che a Gyuto fossero state trovate alcune carte SIM cinesi. L'opinione pubblica si divise prontamente tra innocentisti e colpevolisti, con i tibetani che accusarono un trucco da parte dei cinesi atto a screditare il giovane lama reincarnato, colpevole di aver abbandonato il Tibet dopo essere stato da loro riconosciuto come nuovo Karmapa, e i detrattori che utilizzarono la notizia per dimostrare l'ingerenza di Pechino nelle questioni dei tibetani in esilio per mezzo di un Karmapa usato come spia e agente destabilizzante. Il XIV Dalai Lama espresse pubblicamente fiducia in Ogyen Trinley Dorje, sostenendo che il denaro sequestrato proveniva da donazioni di devoti sparsi in tutto il mondo, Cina inclusa, ma che non era stato registrato correttamente. Quanto all' acquisto di immobili da parte del Garchen Karmae Trust si dichiarò che il terreno in questione era stato acquistato a nome del Trust dopo aver informato il governo di Nuova Delhi: il precedente 3 dicembre 2010 il Trust aveva ricevuto un certificato di nulla osta dal Town and Country Planning Department del governo dell'Himachal Pradesh, con l'indicazione preliminare di approvazione da parte del governo statale e conseguentemente di procedere con i piani per l'acquisto del terreno.
Prem Kumar Dhumal, il capo del governo dell'Himachal Pradesh, approfittò dello scandalo per affermare che i tibetani dovessero tornarsene in Tibet, e provvide affinché settantatré terreni su cui sorgono tutti gli edifici pubblici tibetani e acquistati «irregolarmente» nel corso di mezzo secolo divenissero proprietà dell'Himachal Pradesh, obbligando i tibetani a pagare il dieci percento del valore di mercato di tali terreni per poterli riavere in affitto a lunga scadenza. Prem Kumar Dhumal considerò persino l'ipotesi di imporre un divieto d'ingresso a nuovi rifugiati. Tenzin Tsundue, noto scrittore e attivista tibetano, accusò il XIV Shamarpa di manovrare opportunamente le autorità indiane contro Ogyen Trinley Dorje, così da favorire Trinley Thaye Dorje quale effettivo Karmapa, e una delegazione di lama e monaci tibetani provenienti da Ladakh, Sikkim e Arunachal Pradesh incontrò Sonia Gandhi, protestando per le accuse rivolte al Karmapa: la presidentessa del Congresso Nazionale Indiano rispose che contro Ogyen Trinley Dorje non vi erano accuse o sospetti da parte del governo di Nuova Delhi, e suggerì che il giovane lama reincarnato si affidasse a contabili professionisti per registrare diligentemente il denaro che riceveva come donazione dai suoi fedeli.

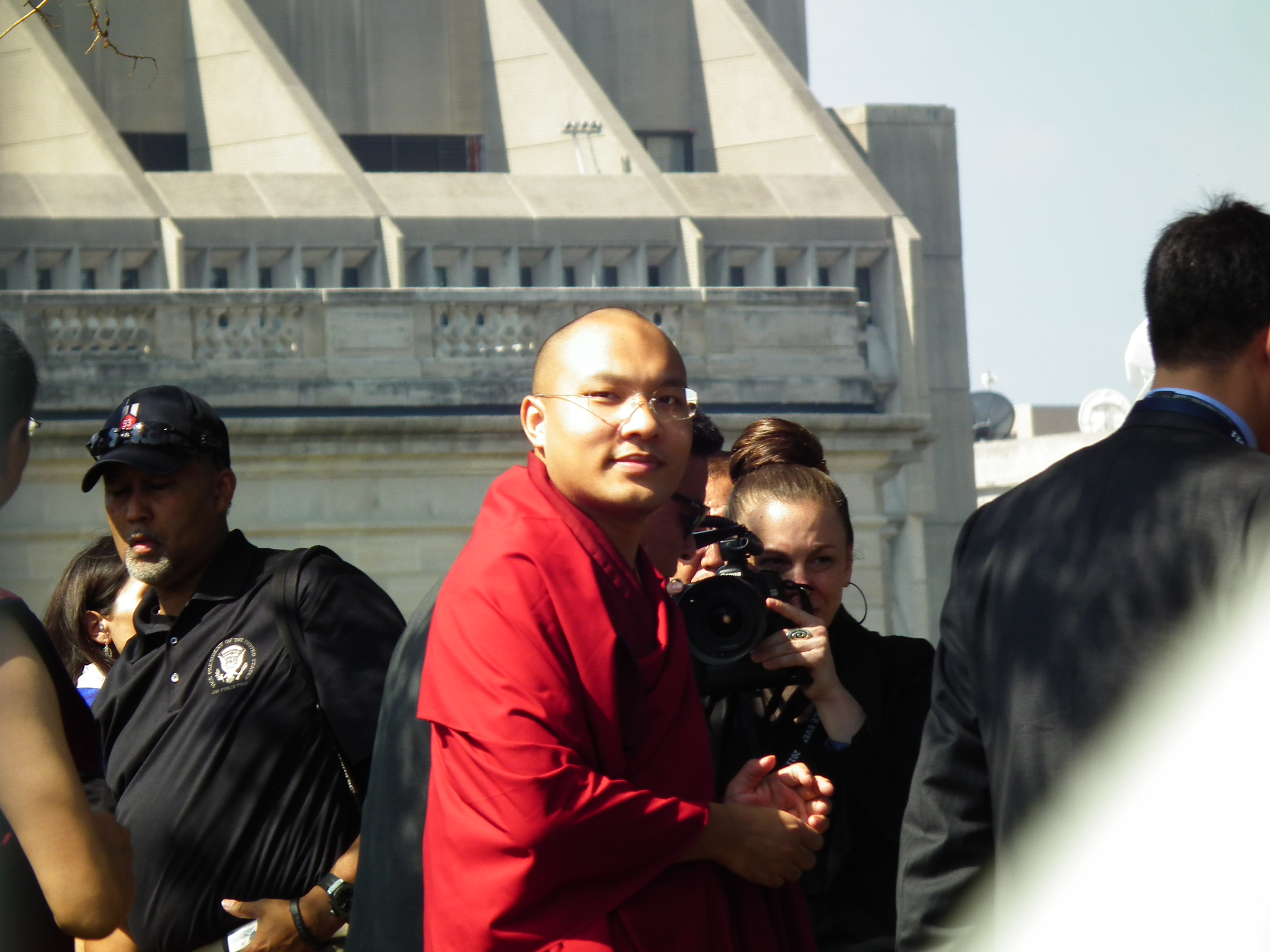
Ogyen Trinley Dorje a Washington il 9 luglio 2011

L'inchiesta venne archiviata in poco tempo con un nulla di fatto, e il XVII Karmapa tornò agli studi e alla pratica del Dharma, l'insegnamento del Buddha Śākyamuni, nonché alla distribuzione di elemosine, alla cura dei malati, alla trasmissione degli insegnamenti, alle conferenze e alla costruzione di centri e monasteri.

## Accuse di abusi sessuali
Una donna canadese ha affermato di avere un figlio nato da una relazione con Ogyen Trinley e lo ha accusato di abusi sessuali.